# Dam
Dam — комп'ютерна шашкова програма (міжнародні шашки). Розробник Harm Jetten (Нідерланди), одна з найстаріших шашкових програм.

## Історія
- 1987–1990 DAM 0.0, 1.0, 1.1, 1.2 для комп'ютера Atari ST
- 1991–1994 DAM 1.3 для комп'ютерів Atari ST і TT
- 1995–1996 DAM 2.0, 2.1 для персональних комп'ютерів (16-bit, Windows 3.1x/95)
- 1997 DAM 2.2 для персональних комп'ютерів (32-bit, Windows 95/NT4)
- 1999, 18 Травень, версія 2.2.7.

Пізніше відбувався тільки переклад інтерфейсу на інші мови.
Найкраща шашкова Freeware програма, яка грає в міжнародні шашки.
Спортивні досягнення — Dam 2.2 — двічі переможець Computer Olympiad, Draughts (2003, 2007), срібло (2003), бронза (2006). Dam 1.3 — срібло третій Computer Olympiad, Draughts (1991).